# Mermessus moratus
Mermessus moratus là một loài nhện trong họ Linyphiidae.
Loài này thuộc chi Mermessus. Mermessus moratus được Alfred Frank Millidge miêu tả năm 1987.